# Gian Friesecke
Gian Friesecke durante o Tour de Frandres esperanças 2016.
Gian Friesecke (nascido em 26 de novembro de 1994) é um ciclista suíço.

## Palmarés
- 2012
  -  Campeão da Suíça da montanha juniores
- 2015
  - Volta à Suíça-Cup
  - Grande Prêmio de Lucerne
    - 3. ª etapa da Volta do Beaujolais

  - 2.º do Critérium da Primavera
  - 3.º do Grande Prêmio dos Carreleurs
  - 3.º da Volta do Beaujolais
- 2016
  - 3.º do Grande Prêmio dos Carreleurs
- 2017
  - 3.º da Volta do Burgenland
- 2018
  - Grande Prêmio Vorarlberg
  - 3.º da Volta de Vendée
- 2019
  - Contrarrelógio de Thoune
  - Grande Prêmio Cham-Hagendorn
  - 2.º do Grande Prêmio Gazipaşa

## Classificações mundiais
| Ano             | 2015   | 2016 | 2017 | 2018  | 2019  |
| UCI Europe Tour | 1 217. |      | 573  | 513.º | 799.º |